# Пусти
Пусти (хрв. Pusti, итал. Radigosa) је насељено место у општини Светвинченат, Истарска жупанија, Хрватска.

## Историја
До територијалне реорганизације у Хрватској били су у саставу старе општине Пула.

## Становништво
У попису становништва из 2011. године, Пусти су имали 38 становника.
| Број становника према пописима | Број становника према пописима | Број становника према пописима | Број становника према пописима | Број становника према пописима | Број становника према пописима | Број становника према пописима | Број становника према пописима | Број становника према пописима | Број становника према пописима | Број становника према пописима | Број становника према пописима | Број становника према пописима | Број становника према пописима | Број становника према пописима | Број становника према пописима |
| ------------------------------ | ------------------------------ | ------------------------------ | ------------------------------ | ------------------------------ | ------------------------------ | ------------------------------ | ------------------------------ | ------------------------------ | ------------------------------ | ------------------------------ | ------------------------------ | ------------------------------ | ------------------------------ | ------------------------------ | ------------------------------ |
| 1857                           | 1869                           | 1880                           | 1890                           | 1900                           | 1910                           | 1921                           | 1931                           | 1948                           | 1953                           | 1961                           | 1971                           | 1981                           | 1991                           | 2001                           | 2011                           |
| 0                              | 0                              | 217                            | 117                            | 100                            | 126                            | 591                            | 0                              | 75                             | 66                             | 65                             | 46                             | 42                             | 47                             | 42                             | 38                             |

Напомена: Године 1857, 1869. и 1931. подаци су садржани у насељу Бокордићи. Године 1880. садржи податке за насеље Пајковићи, 1880. и 1890. за насеље Пересији, а 1921. податке за насеље Бричанци и део података за насеља Бибићи, Крањчићи и Светвинченат. Године 1900. и 1910. садржи и податке за некадашње насеље Пучки.